# Stagreiter

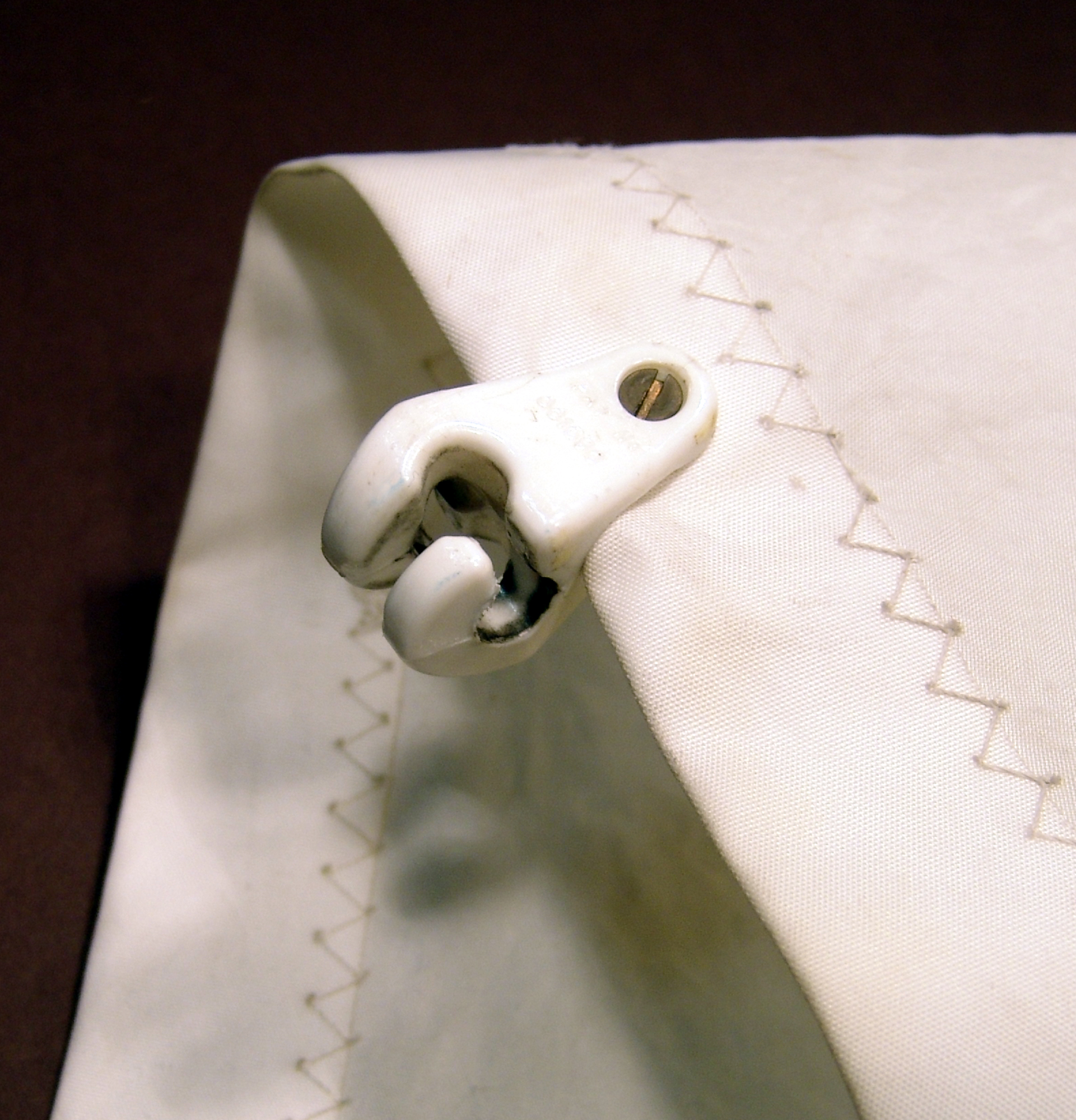
Plastik-Stagreiter aus zwei entgegenstehenden Haken, für kleinere Boote

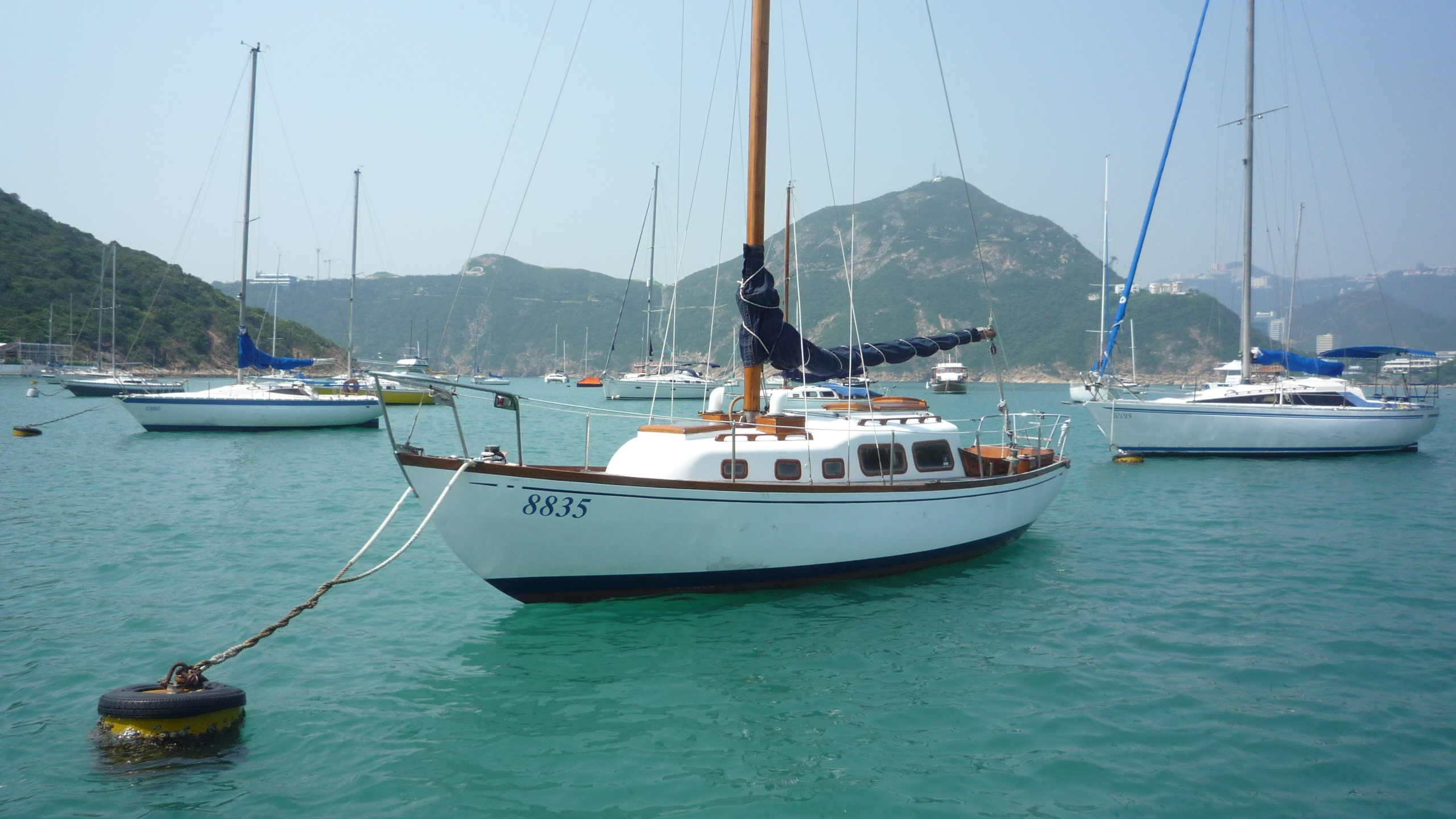
Moderne Stagreiter erlauben, Vorsegel schnell abzuschlagen und unter Deck zu stauen

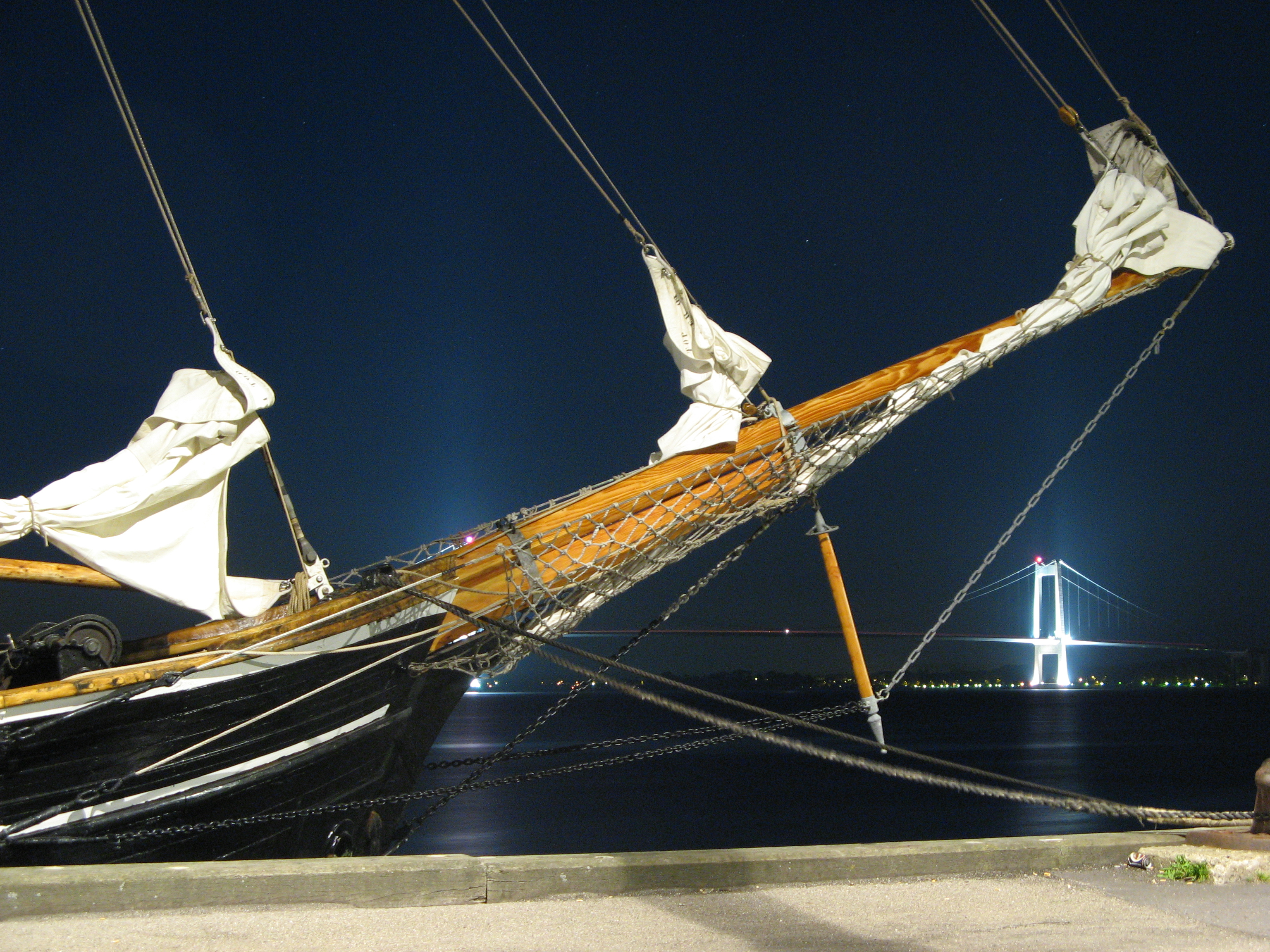
Traditionsschiff mit traditionell angenähten Lögeln: Die Stagsegel bleiben auch im Hafen angeschlagen, ein Segelwechsel ist nicht vorgesehen (Albatros)

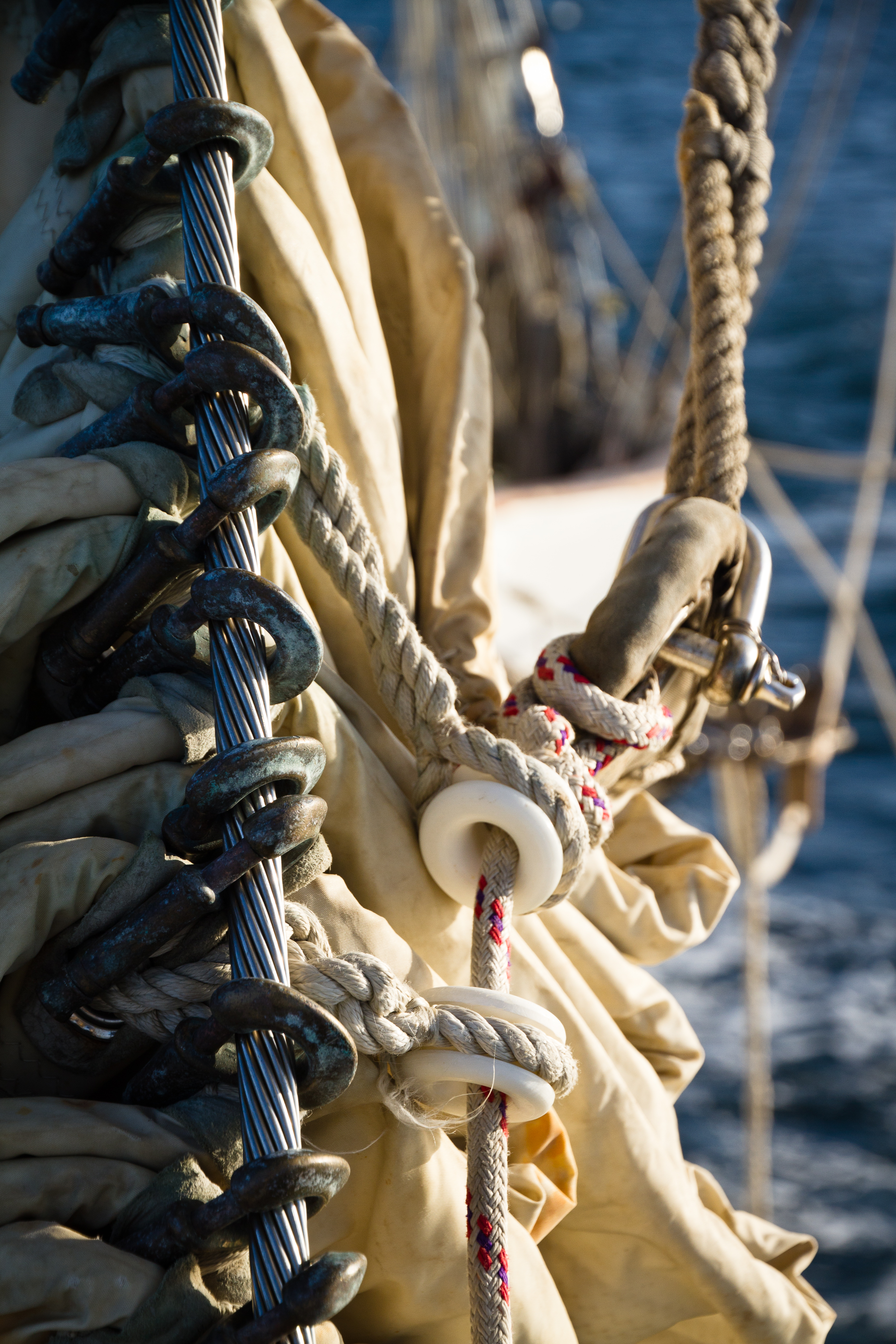
Karabiner-ähnliche Stagreiter (links), die die enormen Kräfte von Segeln eines Traditionsschiffs halten können

Ein Stagreiter ist ein Befestigungshaken auf Segelbooten, ähnlich einem Karabinerhaken aus Metall oder Kunststoff, mit dem das Vorliek von (Stag-)Segeln am Stag befestigt wird. Über das ganze Vorliek (Vorderkante des Segels) sind viele Stagreiter verteilt.
Gegen ungewolltes Öffnen sind Stagreiter vor allem für größere Boote mit einem kleinen Sicherungsbolzen versehen, der manchmal zusätzlich noch geschraubt werden muss. Auf kleineren Booten sind verschiedenste Bauarten/Systeme des Stagreiters anzutreffen, z. B. ein Patent, bei dem der Reiter aus zwei entgegenstehenden Haken besteht und um 90° gedreht auf das Stag gefädelt wird. 
Moderne Stagreiter erlauben es, ein Segel schnell am Stag zu befestigen und wieder zu lösen („an- und abzuschlagen“). Das ist auf modernen Booten üblich, um Vorsegel am gleichen Stag austauschen zu können, d. h. je nach Windstärke ein unterschiedlich großes Vorsegel setzen zu können, und um nicht benutzte Stagsegel (z. B. im Hafen oder vor Anker) wegzustauen. Das Wegstauen schont nicht nur die Segel, die dann nicht länger als nötig Sonnenlicht und ggf. Salz ausgesetzt sind; es verhindert auch, dass ein Segel selbst nach dem Zusammenlegen noch (etwas) Wind auffängt, schafft Platz auf kleinen Booten usw. Auch manche „Traditionsschiffe“, die heute noch in Fahrt sind, benutzen eine Variante moderner Stagreiter aus massivem Metall.
Traditionell wurden und werden anstelle der modernen Stagreiter für die Befestigung am Stag hingegen Lögel genutzt. Mit ihnen werden die Segel dauerhaft festgenäht, so dass nicht benutzte („geborgene“) Segel zusammengerafft an Ort und Stelle verbleiben und z. B. auf dem Klüverbaum festgebunden werden müssen. Da sich das zum Festnähen genutzte Material (etwa Hüsing) mit der Zeit abnutzt, müssen festgenähte Lögel regelmäßig überprüft und das Material schließlich ausgetauscht werden. Bei Schiffen, die in deutschen Breitengraden vom Frühjahr bis Herbst ständig im Einsatz sind, hält das Material in der Regel eine Saison; im Winter werden die Segel ohnehin meist abgeschlagen.
Eine Alternative zum Stag mit Stagreitern ist ein Profilstag, bei dem über die Länge des Stags eine Führleiste verläuft, in die das Vorliek des Segels von unten eingeführt wird. Solche Systeme werden einerseits gern für Rollreffanlagen genutzt, weil Vorsegel faltenfreier um eine Leiste als um einzelne Stagreiter gewickelt werden können. Außerdem ist das Einführen in bzw. Herausziehen aus der Führleiste schneller als das Anschlagen von Stagreitern und gibt eine bessere Form am Stag, weshalb Profilstage auf Regattasegeln beliebt sind; parallel installierte Doppelleisten erlauben sogar das Wechseln des Vorsegels „Tuch in Tuch“ (ein zweites Segel wird direkt neben dem ersten aufgeheißt, noch bevor das erste geborgen ist), was weitere Zeitersparnis für Regattasegler ermöglichen kann.